# Coso Blanco
El Coso Blanco es una fiesta celebrada el primer viernes del mes de julio en la ciudad de Castro-Urdiales (Cantabria, España) desde al año 1948. Consiste en el desfile de carrozas adornadas fundamentalmente con papel de seda de color blanco, pudiéndose añadir otros elementos y colores en menor proporción.

## Celebración

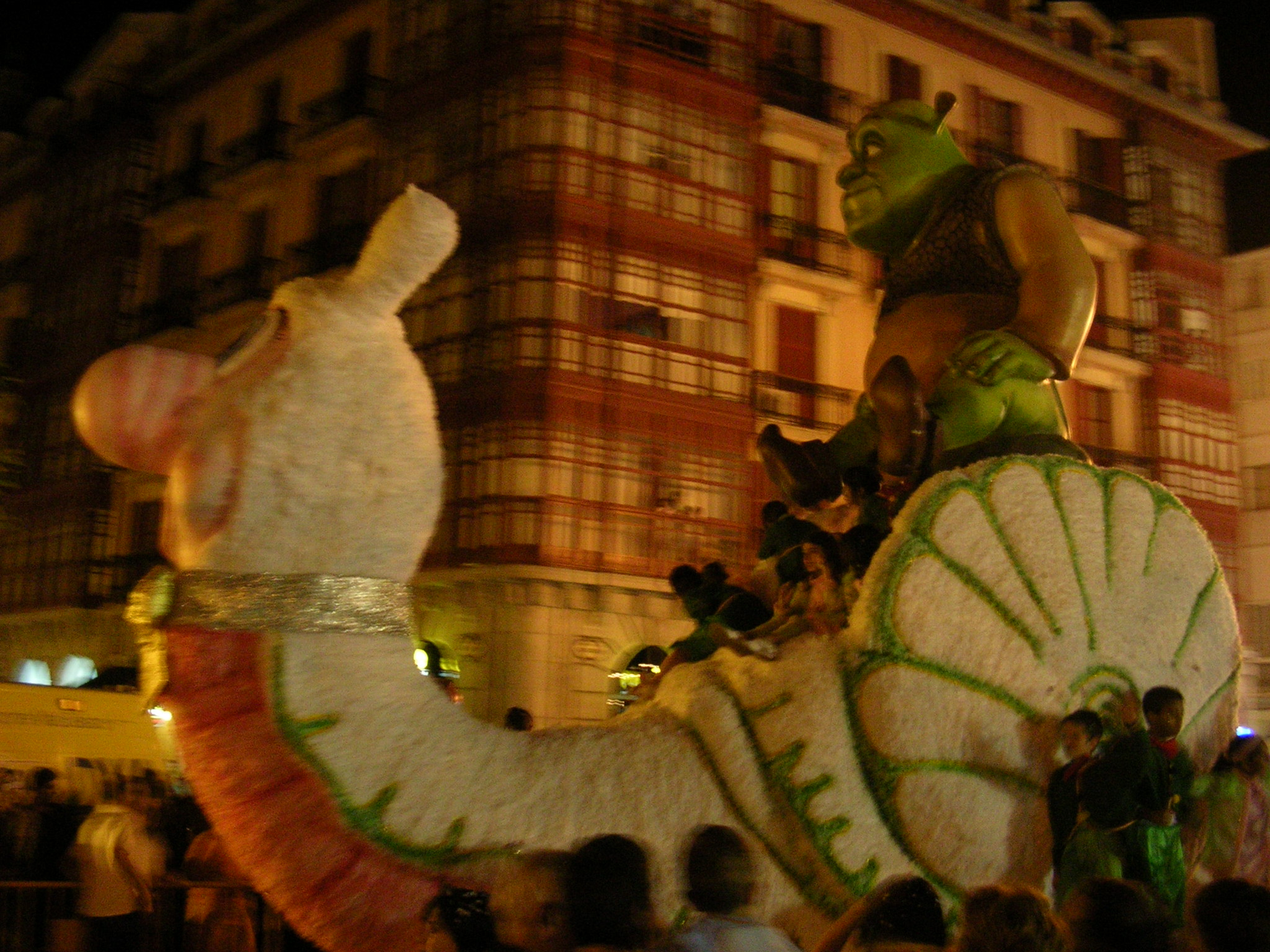
Carroza sobre Shrek, en la edición de 2006.

Se trata de una fiesta en la que se da énfasis al color y a la música. Es una de las fiestas más populares de Cantabria y ha sido declarada Fiesta de Interés Turístico de Cantabria. Se muestran diversas creaciones artísticas en forma de carrozas y en ellas los carrocistas muestran los trabajos realizados durante el año anterior.
En el desfile de carrozas, que se celebra a las 11 de la noche en el parque de Amestoy, toman parte las autoridades de la ciudad, comparsas y numeroso público que se agolpa para seguir la celebración mientras se produce una batalla de bolas de confeti y serpentinas. Además del desfile de las carrozas, se realiza el lanzamiento de unos fuegos artificiales, preámbulo de la larga noche que continúa con verbenas y, durante años, con el toro de fuego.

## Historia
Se tiene constancia que en la década de 1930 se celebraba una fiesta semejante a la Batalla de Flores, de la vecina localidad de Laredo, pero que se vio interrumpida por el estallido de la Guerra Civil. El 8 de agosto de 1948, el alcalde León Villanueva Orbea organizó el primer Cosso Blanco, según la idea propuesta por Carmelo Nigra y con la colaboración de Luis Ulacia, quien se inspiró en una fiesta homónima que se celebraba en La Habana (Cuba).
La primera edición se celebró el domingo 8 de agosto de 1948 a medianoche en la que en aquel momento se llamaba Avenida del Generalísimo, actual Avenida de la Constitución. Los balcones de las casas fueron engalanados con flores y farolillos. El desfile iba precedido por la banda municipal de música seguida de las carrozas que pasaron en medio de una batalla de confeti y serpentinas. El jurado estuvo compuesto por el arquitecto José Luis López Puigcerver, Ignacio María Eguilior, Francisco González y Víctor Díez Cantera. Los premios de esta primera edición fueron los siguientes:
- Primer premio de 4000 pesetas: “Fantasía” de Leonor Álvarez.
- Segundo premio de 2000 pesetas: “Sala antigua” de Milagros Zaballa.
- Tercer premio de 1000 pesetas: “El Olimpo” elaborada por un grupo de obreros municipales.
- Cuarto premio de 500 pesetas: “El poste” del Gremio de Hostelería.
- Quinto premio de 250 pesetas: “Mi deporte” de la Sociedad Tenis Club.
- Sexto premio: “El premio” de la Sociedad de Tiro al Plato.

Desde los primeros años, adquirió relevancia tanto en la antigua provincia de Santander como en provincias cercanas organizándose excursiones para acudir a la fiesta. En la década de los años 1950, la velada se celebraba a comienzos del mes de agosto y comenzaba con el lanzamiento de fuegos artificiales, seguidos de heraldos a caballo que anunciaban el inicio del desfile. Según medios de la época, se llegó a cifrar en 25 000 personas españolas y extranjeras presenciando el desfile del año 1957 en el que participaron 13 carrozas.
En la década de los años 1960, se mantuvo la celebración del Coso Blanco a principios del mes de agosto con un número de carrozas participantes relativamente estable en doce, aunque algún año llegó a las diecisiete. En general, la afluencia de cada edición se fijaba, según los medios de la época, entre 25 000 y 40 000, destacándose que la fiesta se prolongaba hasta la madrugada y sin incidentes.
En el año 1972 se trasladó la fecha de celebración a principios del mes de julio, en concreto, al primer sábado. A lo largo de esa década, varias ediciones se desarrollaron con incidentes protagonizados por carrocistas que no estuvieron de acuerdo con la clasificación obtenida, llegando a destrozar una carroza delante del ayuntamiento de la localidad. Por ello, en el año 1979 se celebró el último lunes de junio y sin gran publicidad. A partir de ese año, se celebró durante la Semana Grande a finales de junio.
Entre los años 2008 y 2010, las obras de construcción del aparcamiento subterráneo en el parque de Amestoy afectaron al recorrido tradicional del Coso Blanco, restando brillantez al evento. En la edición del año 2011, ya finalizadas las obras, se volvió al recorrido habitual recuperando así la espectacularidad de la fiesta.
La edición del año 2009 estuvo marcada por la polémica ya que uno de la carrozas superó las dimensiones máximas permitidas generando dificultades a lo largo del recorrido, lo que produjo un importante retraso en el desarrollo del desfile y el abandono de un carrocista, Francis-2, que había presentado tres trabajos. A la hora de la entrega de premios, se concedió el primer premio a la carroza “Marina Colorista”, protagonista de los incidentes, si bien, posteriormente, se la descalificó por exceder las dimensiones máximas y se declaró desierto el primer premio de la sexagésimo segunda edición. También se retiraron los premios a las carrozas que no desfilaron. Todo ello generó una gran controversia entre los carrocistas y la organización, incluyendo peticiones de dimisión de la concejala responsable.
En el año 2016 se incorporó como novedad para elegir la carroza ganadora el voto por redes sociales que supondría el 40 % y el resto quedaría en manos del jurado. En la proclamación de los ganadores durante el desfile de ese año, fue declarada como ganadora la carroza «El Bristol. Un barco del Mississippi» de José Antonio Salazar. Unos días después se desató una polémica en el momento que el ayuntamiento hizo pública una corrección de errores en el cómputo de los votos arrebatando la primera posición a José Antonio Salázar para conceder el primer premio a la carroza «Apariencias» de López y Paco (Francis-2). Este hecho provocó la dimisión de la concejala responsable del área de festejos del ayuntamiento. Pese a distintas reuiones, propuestas de conceder dos primeros premios y un profundo malestar en el colectivo de carrocistas, finalmente se formalizó esta corrección por lo que la edición de 2016 la carroza ganadora fue “Apariencias” de López y Paco.
Una investigación periodística sacó a la luz en 2017 que el Coso Blanco, junto con otras celebraciones de Cantabria, carecía del reconocimiento como Fiesta de Interés Turístico Nacional debido a un error de interpretación en los cambios legales. El 6 de agosto de 1965, el Ministerio de Información y Turismo declaró el Coso Blanco como Fiesta de Interés Turístico. Las posteriores modificaciones de las categorías de interés turístico realizadas en 1979 y 1987 produjeron que el nivel de reconocimiento de la fiesta castreña desapareciese. En cualquier caso, el ayuntamiento siguió promocionando al Coso Blanco como Fiesta de Interés Turístico Nacional durante más de 30 años.
Las ediciones de los años 2020 y 2021 fueron suspendidas debida a la incidencia de la pandemia de COVID-19.

## Carrozas
En los primeros años, los materiales para las carrozas se obtenían de escombreras y obras, entre otros lugares, recogiendo maderas y cartones que sirvieran para la estructura de la carroza; en tanto que los únicos elementos que se compraban eran el papel y alambre. Para el montaje, se utilizaba engrudo compuesto de agua y harina y silicato. El uso de otros materiales como espuma de poliuretano y los mismos espejos fue introducido posteriormente.
Ya en el siglo XXI y de acuerdo con las normas publicadas por el ayuntamiento de Castro-Urdiales, las características de las carrozas deben ajustarse a lo siguiente:
- El color blanco debe predominar en un 65 %, siendo obligatoria la utilización de papel de seda de color blanco pegado y cortado a flecos o pluma u otros estilos excluyendo la boa. El 35 % restante se distribuye libremente.
- La altura máxima de la carroza es de 6 metros, la anchura de 4 metros y la longitud de 14 metros.

Las carrozas son elaboradas por cuadrillas de voluntarios desde 3 o 4 meses antes de la celebración del desfile.

### Ganadores del concurso de carrozas
| Edición | Año       | Nombre de la carroza                     | Autor                                                             |
| ------- | --------- | ---------------------------------------- | ----------------------------------------------------------------- |
| I       | 1948      | “Fantasía”                               | Leonor Álvarez                                                    |
| II      | 1949      | -                                        | -                                                                 |
| III     | 1950      | “Litera”                                 | Milagros Zaballa de López Añibeitia                               |
| IV      | 1951      | “Omnia vincit”                           | Pacho Ocharan, Juan Munguira, Luis de Lezama y Daniel Santisteban |
| V       | 1952      | “Estampa madrileña”                      | Luis Villanueva Rodríguez                                         |
| VI      | 1953      | “Trineo Imperial”                        | Luis Villanueva Rodríguez                                         |
| VII     | 1954      | “Roma”                                   | Luis Villanueva Rodríguez                                         |
| VIII    | 1955      | “Cacería en Delos”                       | Aguirre y Vallejo                                                 |
| IX      | 1956      | “Estampa navideña”                       | Luis Villanueva Rodríguez                                         |
| X       | 1957      | “España cañí”                            | Luis Villanueva Rodríguez                                         |
| XI      | 1958      | “Fantasía”                               | Luis Villanueva Rodríguez                                         |
| XII     | 1959      | “Una página en la Historia de España”    | Luis Villanueva Rodríguez                                         |
| XIII    | 1960      | “Estrella Oriental”                      | Luis Villanueva Rodríguez                                         |
| XIV     | 1961      | “Fantasía en el bosque”                  | Hermanos Llamosas                                                 |
| XV      | 1962      | “Circo”                                  | Hermanos Llamosas                                                 |
| XVI     | 1963      | “Viaje de Venus”                         | Gremio de Hostelería                                              |
| XVII    | 1964      | “África”                                 | Aguirre y Vallejo                                                 |
| XVIII   | 1965      | “Reloj”                                  | Hermanos Llamosas                                                 |
| XIX     | 1966      | “India”                                  | Gremio de Hostelería                                              |
| XX      | 1967      | “Regreso del turismo”                    | Leonor Dogan y Conchi Brizuela                                    |
| XXI     | 1968      | “Las cinco Bellas Artes”                 | José Daniel Rodríguez                                             |
| XXII    | 1969      | “Estampa oriental”                       | Aguirre y Vallejo                                                 |
| XXIII   | 1970      | “La hora del turista”                    | José Manrique                                                     |
| XXIV    | 1971      | “Persia, el trono del pavo real”         | Gremio de Hostelería                                              |
| XXV     | 1972      | “Méjico”                                 | Aguirre y Vallejo                                                 |
| XXVI    | 1973      | “Mitología”                              | Aguirre y Vallejo                                                 |
| XXVII   | 1974      | “Costa de Marfil”                        | Aguirre y Vallejo                                                 |
| XXVIII  | 1975      | -                                        | -                                                                 |
| XXIX    | 1976      | “Museo”                                  | Javier Carrasco Cantero y Villanueva                              |
| XXX     | 1977      | “Erase una vez”                          | Javier Carrasco Cantero y Villanueva                              |
| XXXI    | 1978      | “Detalle”                                | Bar Resbalón (Cueli y Perales)                                    |
| XXXII   | 1979      | “Vestigio”                               | Urparica                                                          |
| XXXIII  | 1980      | -                                        | -                                                                 |
| XXXIV   | 1981      | “El Circo”                               | Javier Carrasco Cantero y Villanueva                              |
| XXXV    | 1982      | -                                        | -                                                                 |
|         |           |                                          |                                                                   |
| LVII    | 2004      | “Mitología Hindú”                        | José Miguel Quintana                                              |
| LVIII   | 2005      | -                                        | -                                                                 |
| LIX     | 2006      | “Carnaval veneciano”                     | José Antonio Salazar                                              |
| LX      | 2007      | “Embrujo Marino”                         | José Antonio Salazar                                              |
| LXI     | 2008      | “Esplendor Multicolor”                   | Quintana Amigos                                                   |
| LXII    | 2009      | desierto                                 | desierto                                                          |
| LXIII   | 2010      | “Compartiendo sueños”                    | Francis-2                                                         |
| LXIV    | 2011      | “Dulce Infancia”                         | Francis-2                                                         |
| LXV     | 2012      | “Compartiendo sueños”                    | Francis-2                                                         |
| LXVI    | 2013      | “Esencia de los Aromas”                  | Francis-2                                                         |
| LXVII   | 2014      | “Bella Seducción”                        | López y Paco (Francis-2)                                          |
| LXVIII  | 2015      | “Emergente, todo lo que sumerge, emerge” | Quintana Amigos                                                   |
| LXIX    | 2016      | “Apariencias”                            | Francis-2                                                         |
| LXX     | 2017      | “Ternura”                                | Francis-2                                                         |
| LXXI    | 2018      | “Conjuro”                                | Quintana Amigos                                                   |
| LXXII   | 2019      | “Ciber”                                  | Francis-2                                                         |
|         | 2020-2021 | suspendidas                              | suspendidas                                                       |
| LXXIII  | 2022      | “Chandelier”                             | Malora                                                            |
| LXXIV   | 2023      | “Blanco y Dorado”                        | Francis-2                                                         |
| LXXV    | 2024      | “Emerger”                                | Francis-2                                                         |

## Concurso de maquetas de carrozas
Desde el año 2021, el ayuntamiento de Castro-Urdiales organiza un concurso de maquetas de carrozas del Coso Blanco cuyo objetivo es fomentar y conservar la tradición y creatividad artística en la elaboración de las carrozas del Coso Blanco. Al igual que en el caso de las carrozas del desfile, se fija que el papel de color blanco debe predominar en un 65 %, siendo el 35 % de material y color de libre elección. Las dimensiones máximas de las maquetas están limitadas a 1 metro de largo, 70 centímetros de ancho y 80 centímetros de alto.

## Impacto económico
Además de la propia actividad vinculada con la celebración del desfile en los negocios de hostelería de Castro-Urdiales, el Coso Blanco ha generado una intensa actividad vinculada con la construcción de carrozas y decoraciones. Así, varios carrocistas tienen empresas dedicadas profesionalmente a la construcción de carrozas para cabalgatas de Reyes Magos, desfiles, carnavales, etc. Desde el ayuntamiento, también se ha apoyado este sector con cursos de carrocismo desarrollados por la escuela-taller municipal.